# Pratabgarh (Uttar Pradesh)
Pratabgarh (Hindi: प्रतापगढ़, Urdu: پرتاپ گڑھ) Partapgarh o Partabgarh, és una ciutat i municipalitat (nagar panchayat) d'Uttar Pradesh, capital del districte de Pratapgarh (Uttar Pradesh). Consta al cens del 2001 amb 12.339 habitants (el 1901 eren 5.148). Està situada a 25° 54′ N, 81° 57′ E / 25.900°N,81.950°E i administrativament únida a Bela o Bela Pratapgarh, a uns 7 km al nord.
L'hauria fundat el 1617 el raja local Partab Singh. Aquest raja va establir la seva residència a Rampur al costat de l'antiga ciutat d'Aror i va construir un fort que va portar el seu nom (Partabgarh) que després va donar nom a la població. Va sostenir diversos setges el segle xviii. Al segle xix estava en mans d'Oudh amb un raja local que residia a un esplèndid palau.